# Calospila gallardi
Calospila gallardi is een vlindersoort uit de familie van de prachtvlinders (Riodinidae), onderfamilie Riodininae.
Calospila gallardi werd in 1995 beschreven door Brévignon.